# Fara in Sabina
Fara in Sabina là một đô thị ở tỉnh Rieti trong vùng Latium, có khoảng cách khoảng 40 km về phía đông bắc của Roma và cách khoảng 25 km southvề phía tây của Rieti. Tại thời điểm ngày 31 tháng 12 năm 2004, đô thị này có dân số 11.737 người và diện tích là 54,9 km².
Đô thị Fara in Sabina có các frazioni (các đơn vị cấp dưới, chủ yếu là các làng) Coltodino, Talocci, Passo Corese, Borgo Quinzio, Corese Terra, Canneto, Prime Case, Baccelli, và Farfa.
Fara in Sabina giáp các đô thị: Castelnuovo di Farfa, Montelibretti, Montopoli di Sabina, Nerola, Toffia.